# Garnisonkirche St. Martin

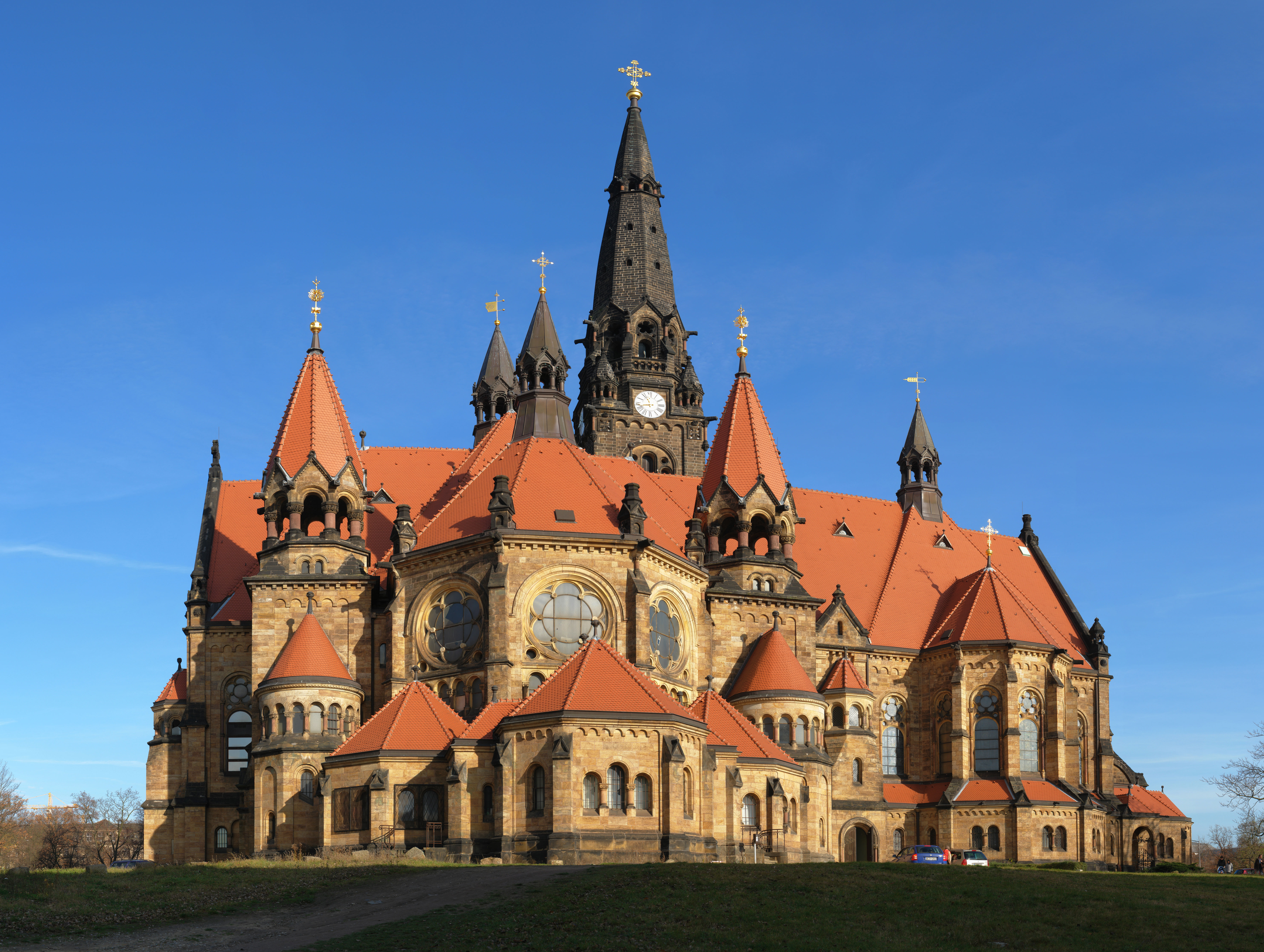
Die Südfassade der Doppelkirche

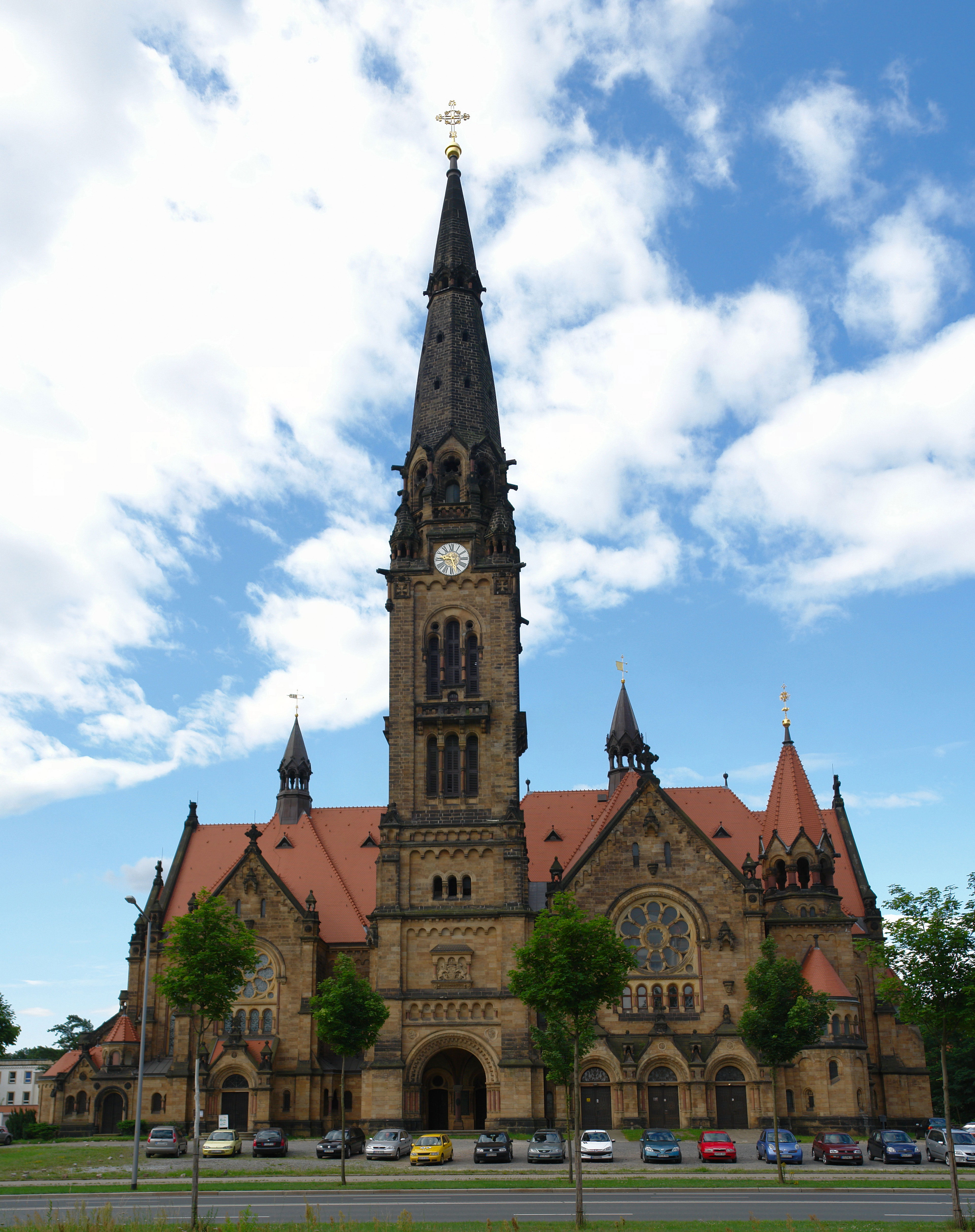
Nordansicht: links der katholische Eingang, rechts der ehemals evangelische; dazwischen der Kirchturm, der keinem Teil unmittelbar angehörte

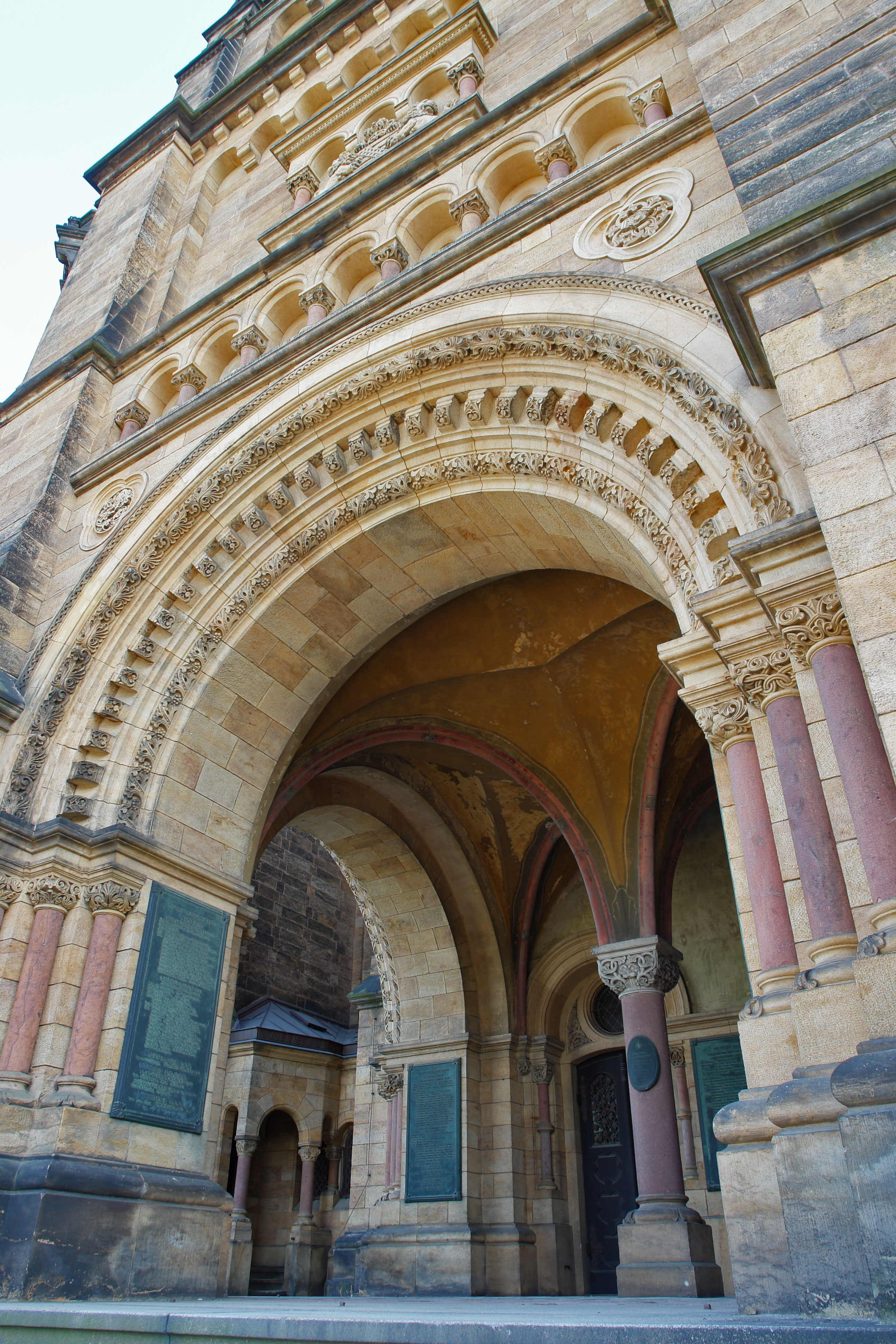
Ornamentik am Bogen unterhalb des Kirchturms

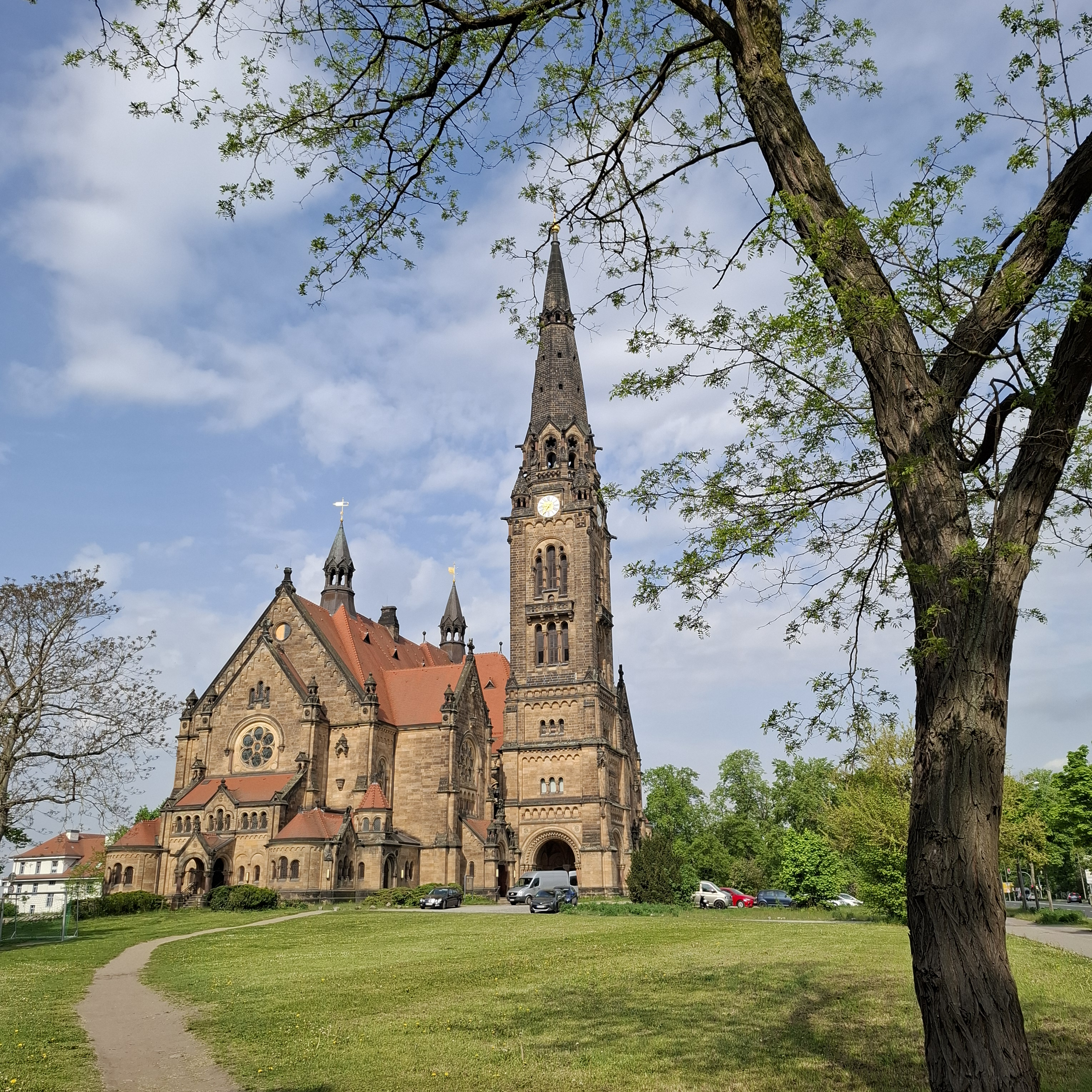
Garnisonkirche von Osten

Die Garnisonkirche St. Martin (eigentlich Simultankirche St. Martin) in Dresden war die Garnisonkirche der Albertstadt, die als Militärstadt für große Teile der Sächsischen Armee angelegt wurde. Die Doppelkirche entstand in der zweiten Bauphase zwischen 1893 und 1900 in zentraler Lage des Kasernenkomplexes.
Sie teilte sich in die beiden getrennten Kirchräume für die evangelische und die römisch-katholische Konfession auf, von denen seit 1945 nur noch der katholische Teil sakral genutzt wird. Die Simultankirche St. Martin ist seitdem Pfarrkirche, zunächst der Pfarrei St. Franziskus Xaverius Dresden-Neustadt, seit 2018 der Pfarrei St. Martin Dresden.

## Lage
Die Kirche liegt an der Stauffenbergallee (frühere Heeresstraße bzw. Carolaallee) in unmittelbarer Nähe des zentralen Arsenalgebäudes, des heutigen Militärhistorischen Museums der Bundeswehr. Die Eingänge zur Kirche befinden sich an deren nördlicher Seite, der Stauffenbergallee zugewandt. Diese ungewöhnliche Anordnung vereinfachte das Eintreten und Sammeln der konfessionell gemischten Militärtruppen.
Östlich der Kirche verläuft das leicht eingeschlossene Kerbtal der Prießnitz; die Kirche selbst liegt nicht nur gegenüber dem Prießnitztal, sondern auch gegenüber der Innenstadt Dresdens leicht erhöht. Nach Süden zu überragt sie den Alaunpark, die grüne Lunge des Stadtteils Äußere Neustadt. Bis auf die Südseite ist die Garnisonkirche nicht von anderen Gebäuden, sondern von einer Park- und Waldlandschaft umgeben.

## Architektur

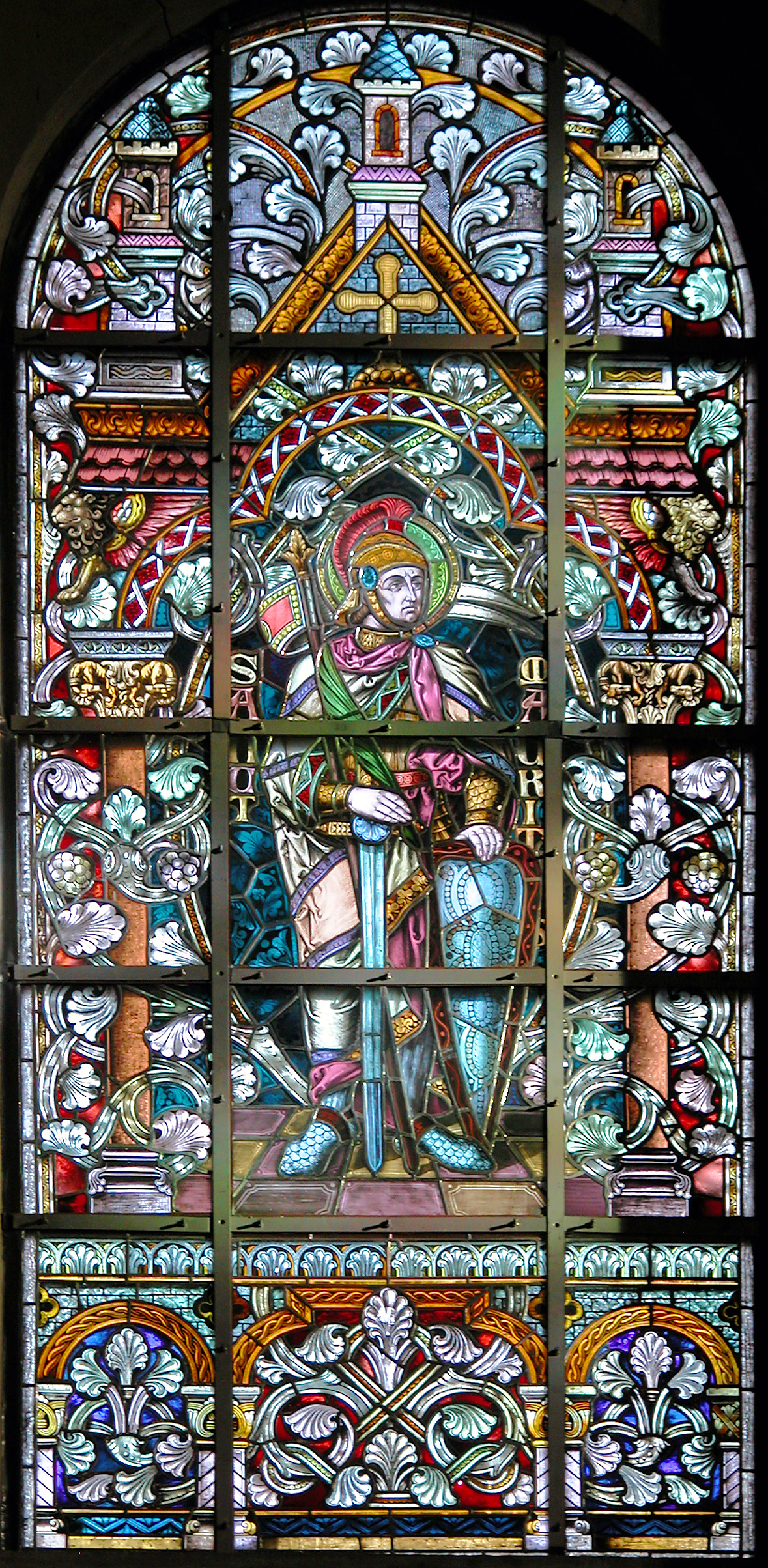
Bleiglasfenster St. Mauritius

Die Architektur der Doppelkirche ist historistisch, ihre Fassaden in Cottaer Sandstein zeigen vor allem Elemente der Neoromanik. Auch die umliegenden Gebäude der Garnison sind überwiegend historistisch, orientieren sich aber vor allem am klassizistischen Stil. Der Entwurf stammte von den erfolgreichen Dresdner Architekten William Lossow und Hermann Viehweger.
Die Garnisonkirche gehört zu den letzten Sakralbauten des Historismus in Dresden. Schon zwei Jahre nach der Weihe wurde mit der Christuskirche der Architekten Schilling & Graebner in Dresden-Strehlen als einer der ersten Kirchen der Reformarchitektur begonnen. Auch William Lossow nahm in späteren Bauwerken Stilelemente dieser Gegenbewegung zum Historismus auf.
Nach außen nicht sofort zu erkennen ist die strikte Trennung der beiden Kirchen. Die Gesamtform der Doppelkirche deutet ein zusammenhängendes Kirchenschiff in Kreuzform an, die katholische Kirche befindet sich dabei im östlichen Langhaus, die evangelische Kirche nimmt das Querhaus ein. Insbesondere die reich strukturierte Südfassade erweckt den Eindruck eines Längsbaus. Die Chöre beider Kirchen sind parallel nach Süden ausgerichtet. Die evangelische Kirche ist deutlich größer als die katholische.
Die Doppelkirche besitzt nur einen Kirchturm, der mit seiner Höhe von 90 Metern bei der natürlichen Höhenlage der Kirche eine Landmarke in Dresden setzt. Er ist an der Nordfassade etwa zwischen die beiden Kirchteile gesetzt. Ursprünglich trug der Turm sechs Glocken in zwei übereinander eingebauten Glockenstühlen. Drei der ursprünglichen Bronzeglocken wurden im Ersten Weltkrieg abgenommen, ihr leerer eiserner Glockenstuhl ist erhalten. Während des Zweiten Weltkriegs wurden zwei weitere Bronzeglocken durch eiserne ersetzt.
In und an der Kirche finden sich etwa 900 Säulen mit ebenso vielen Kapitellen, von denen keines den anderen gleicht.

## Architektenwettbewerb
Der Architektenwettbewerb von 1893 ist durch die Publikation in der Zeitschrift Deutsche Konkurrenzen dokumentiert.

Programm für den Architektenwettbewerb (1893)
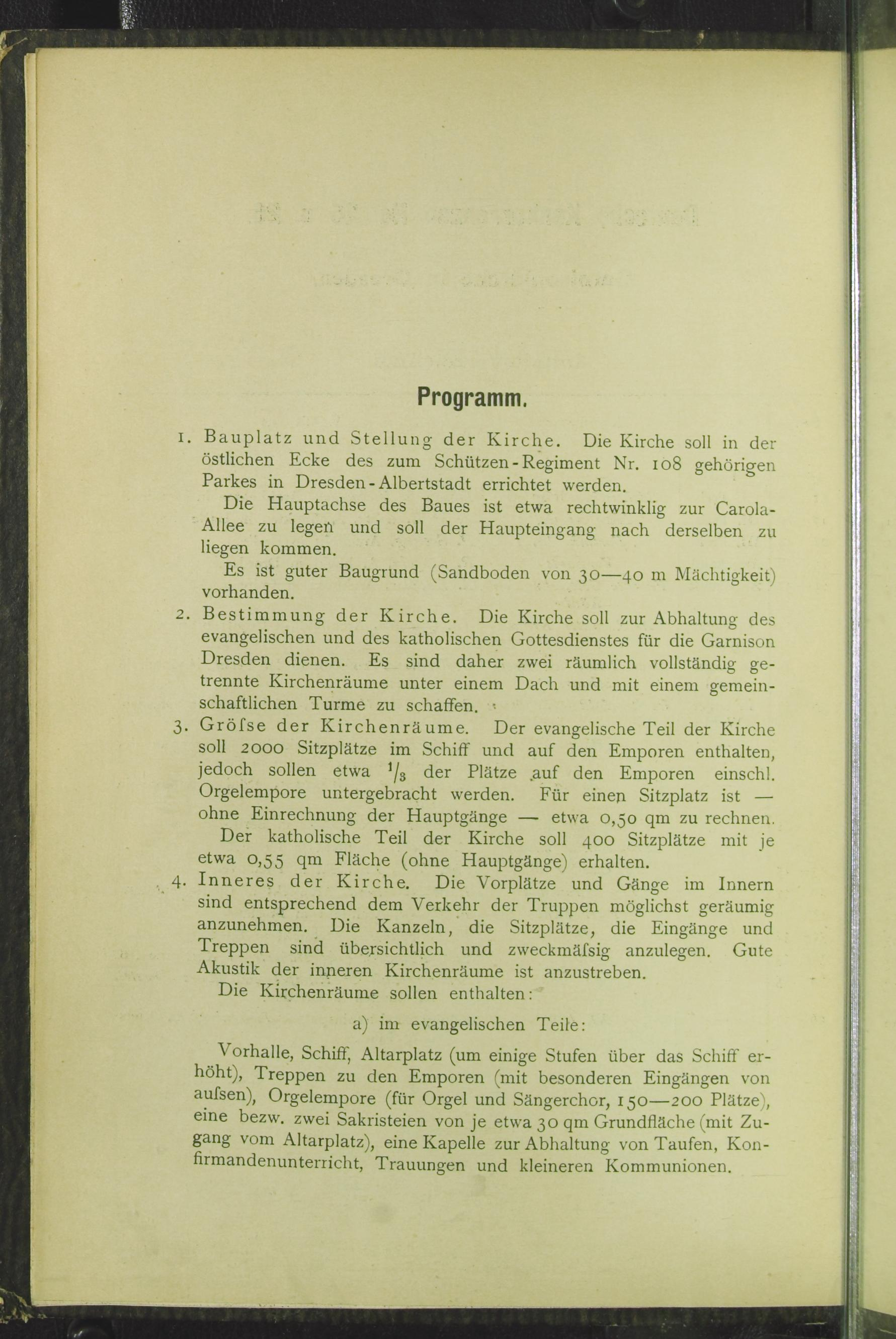
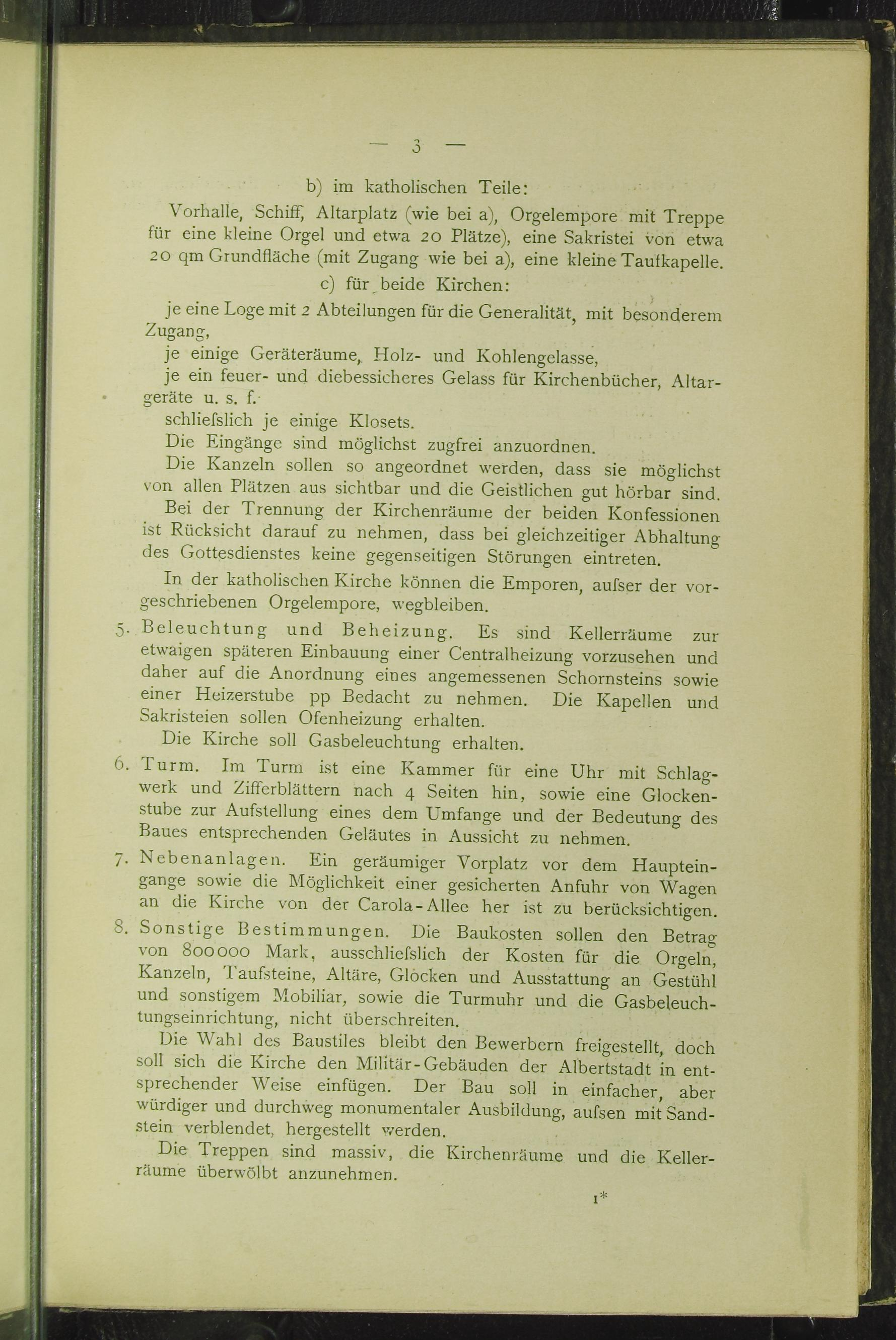
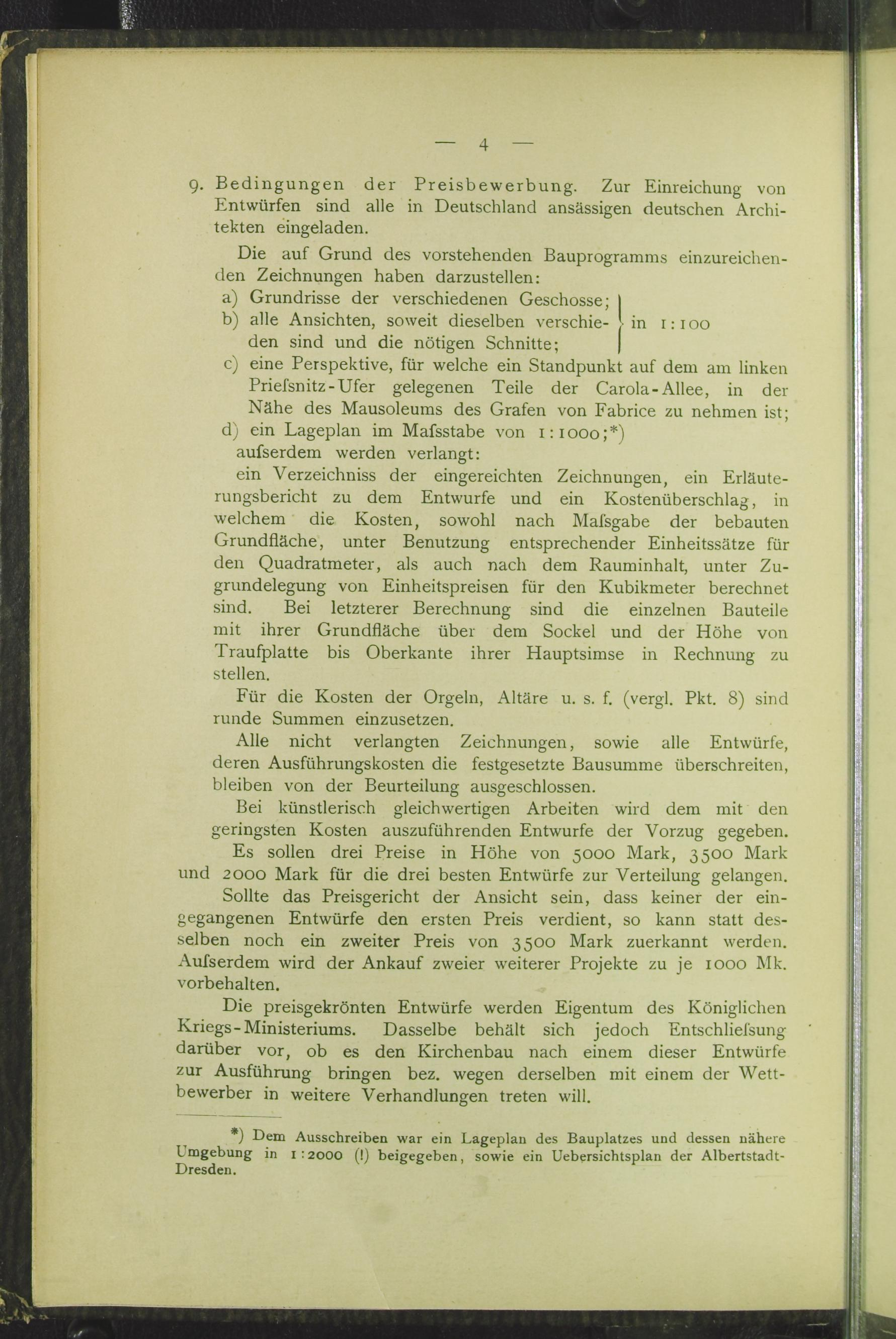
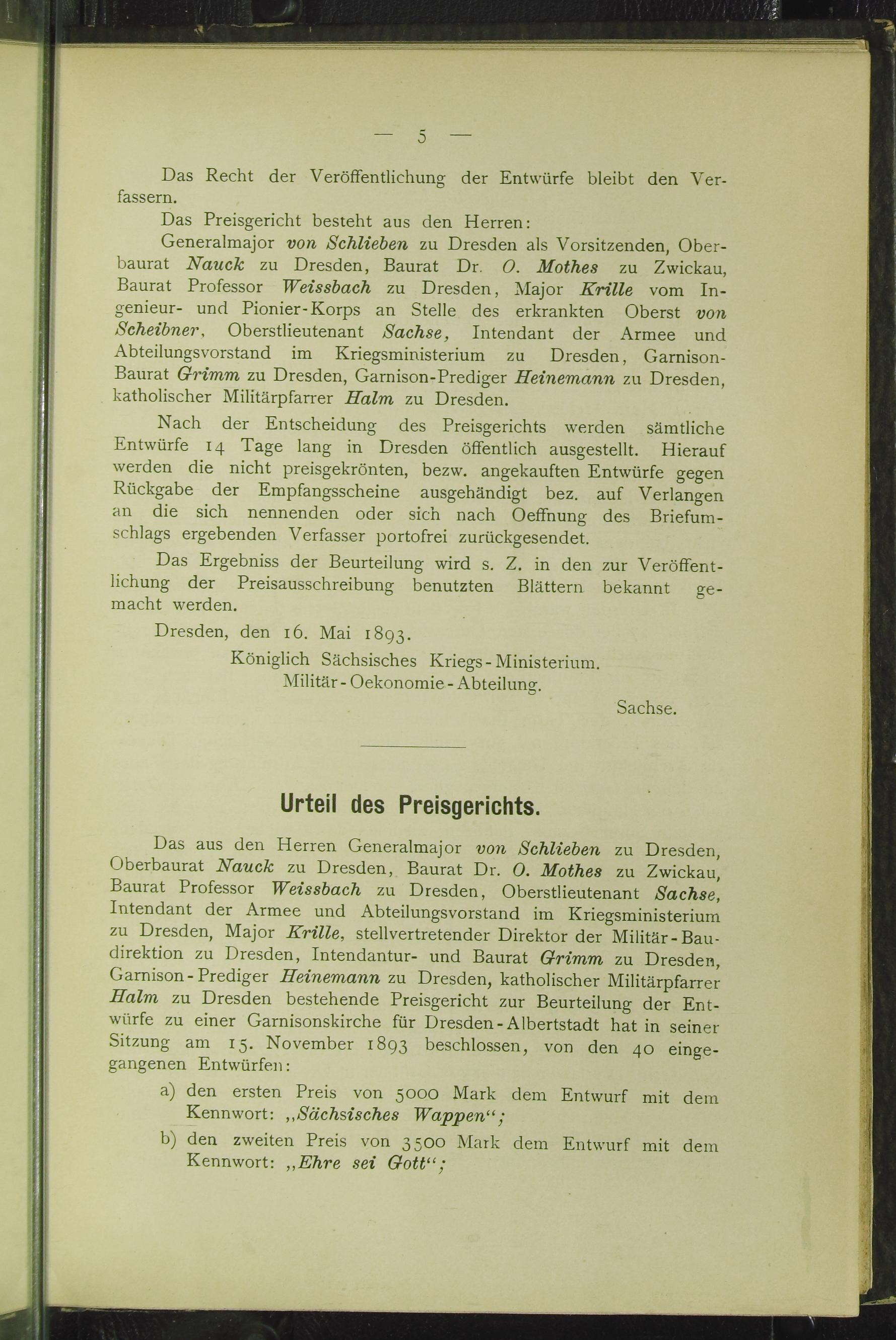

Siegreicher Entwurf von Lossow und Viehweger (Motto „Sächsisches Wappen“, 1893)
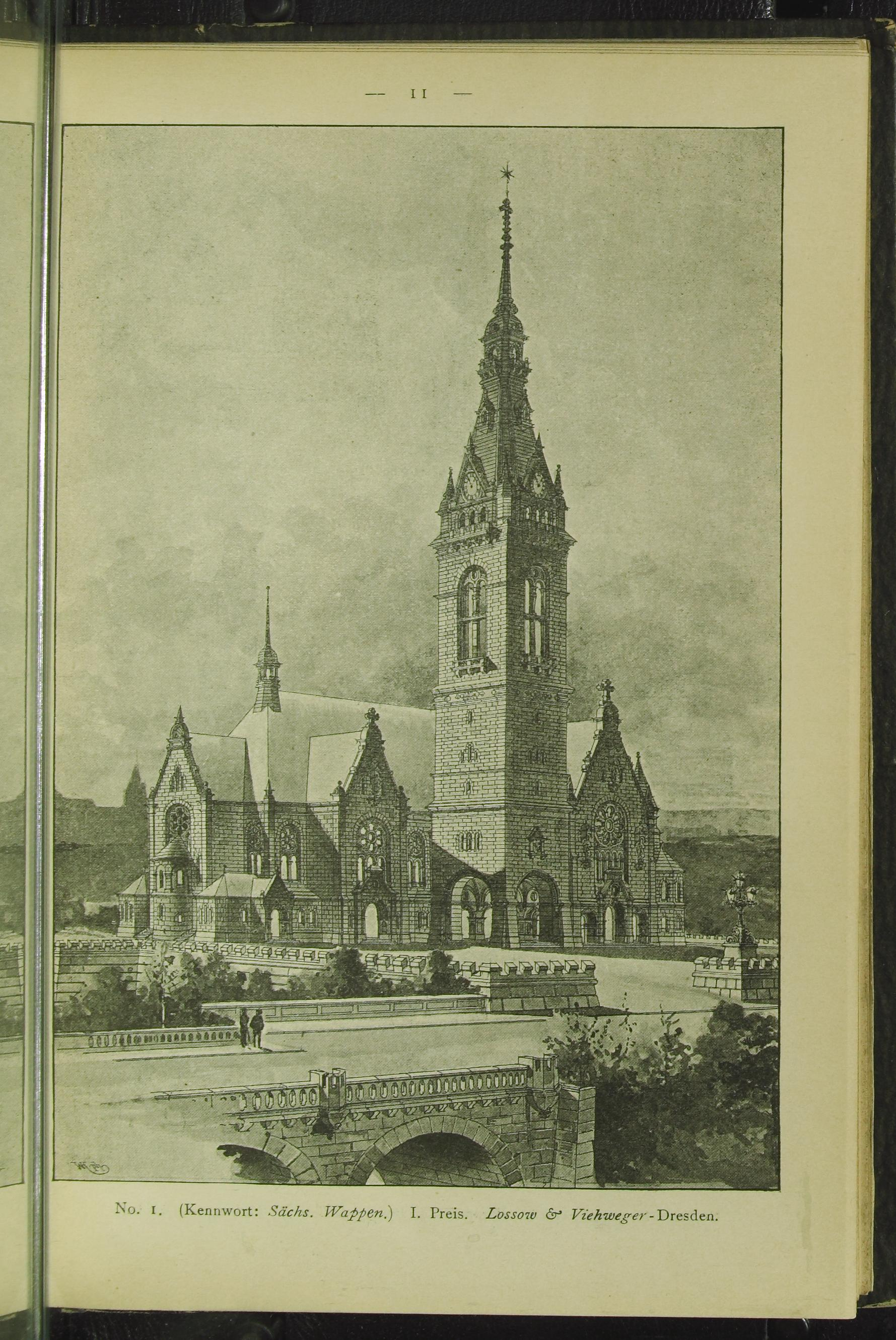
Ansicht (Zentralprojektion)
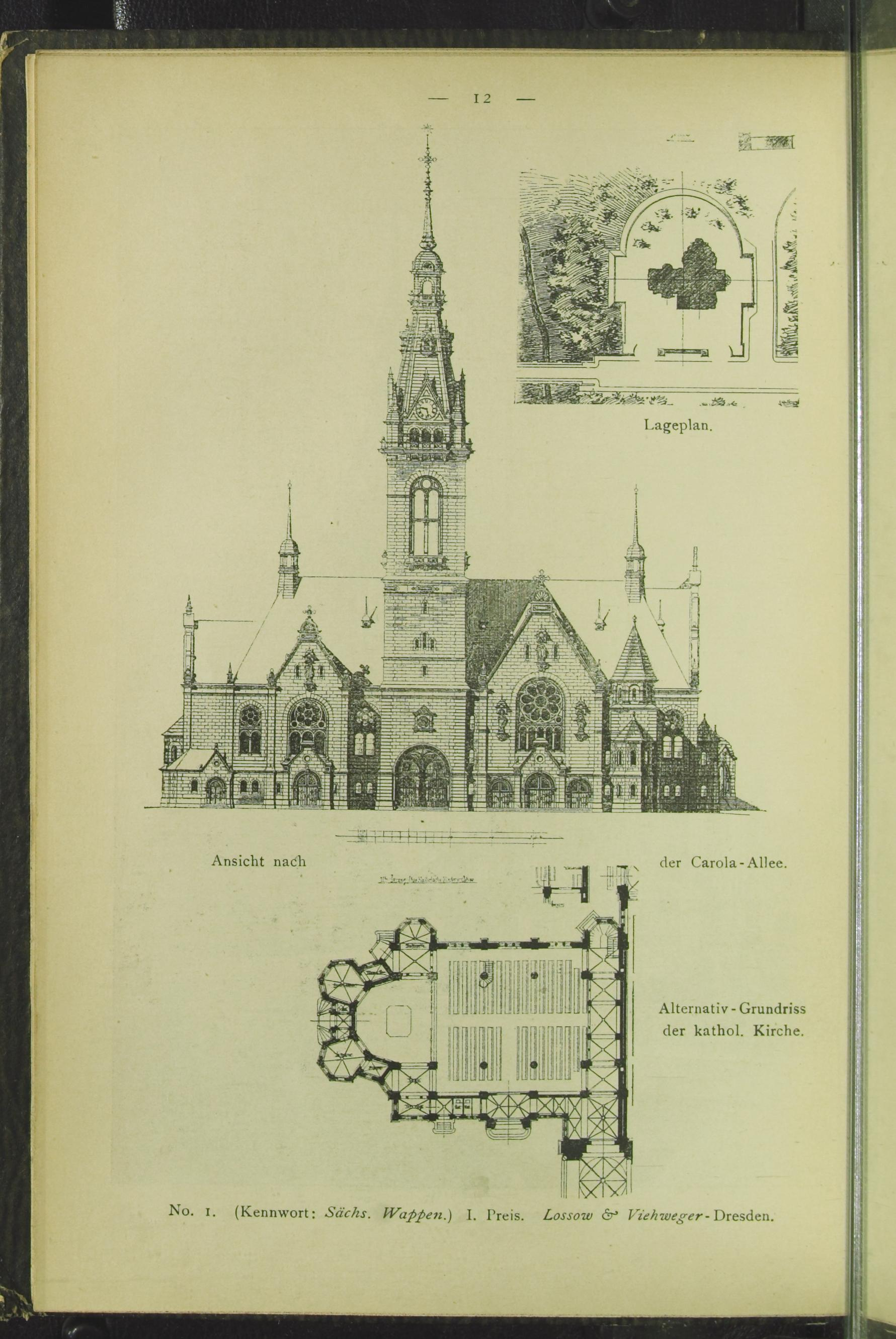
Lageplan Ansicht nach der Carola-Allee Alternativgrundriss der kathol. Kirche
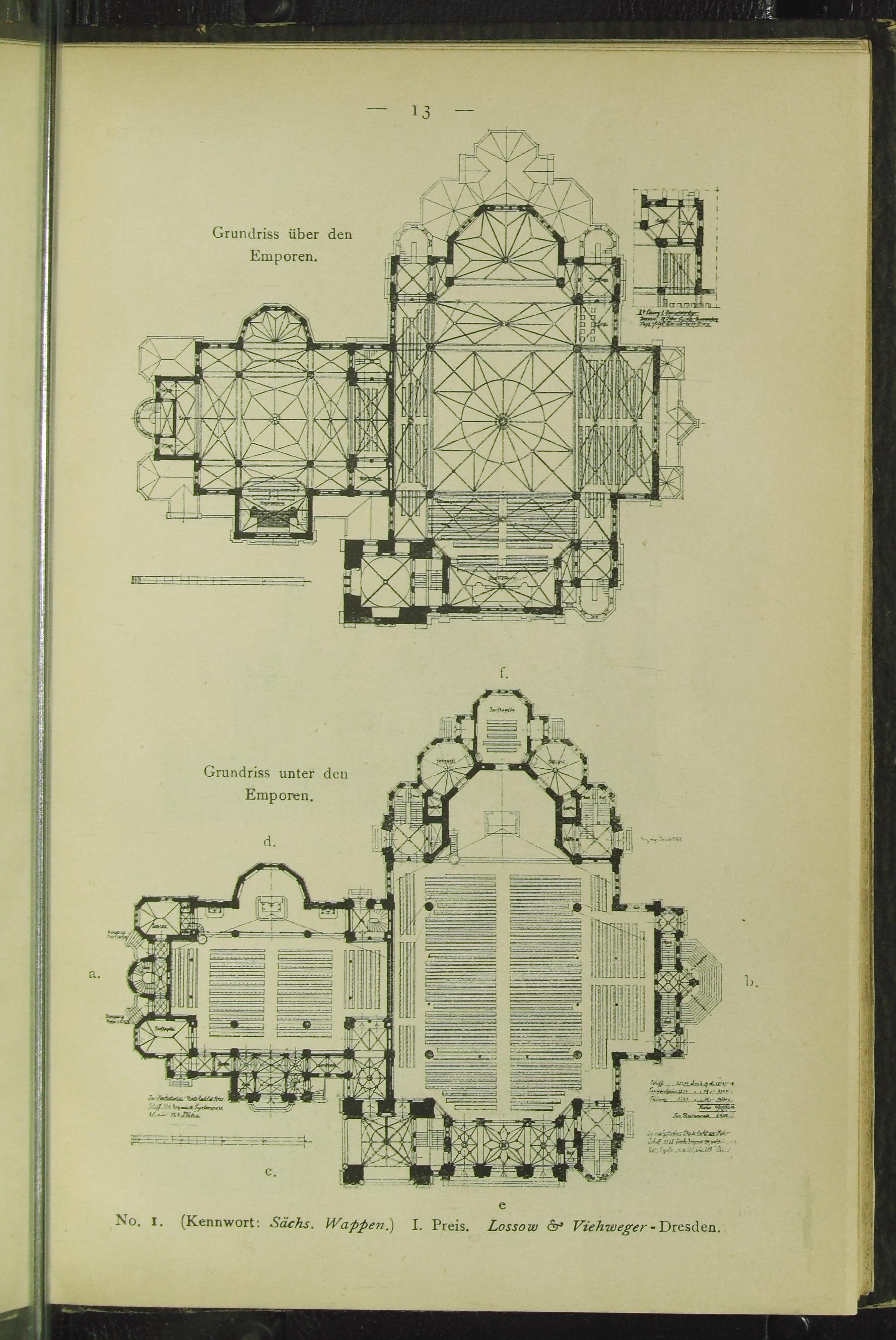
Grundriss über den Emporen Grundriss unter den Emporen
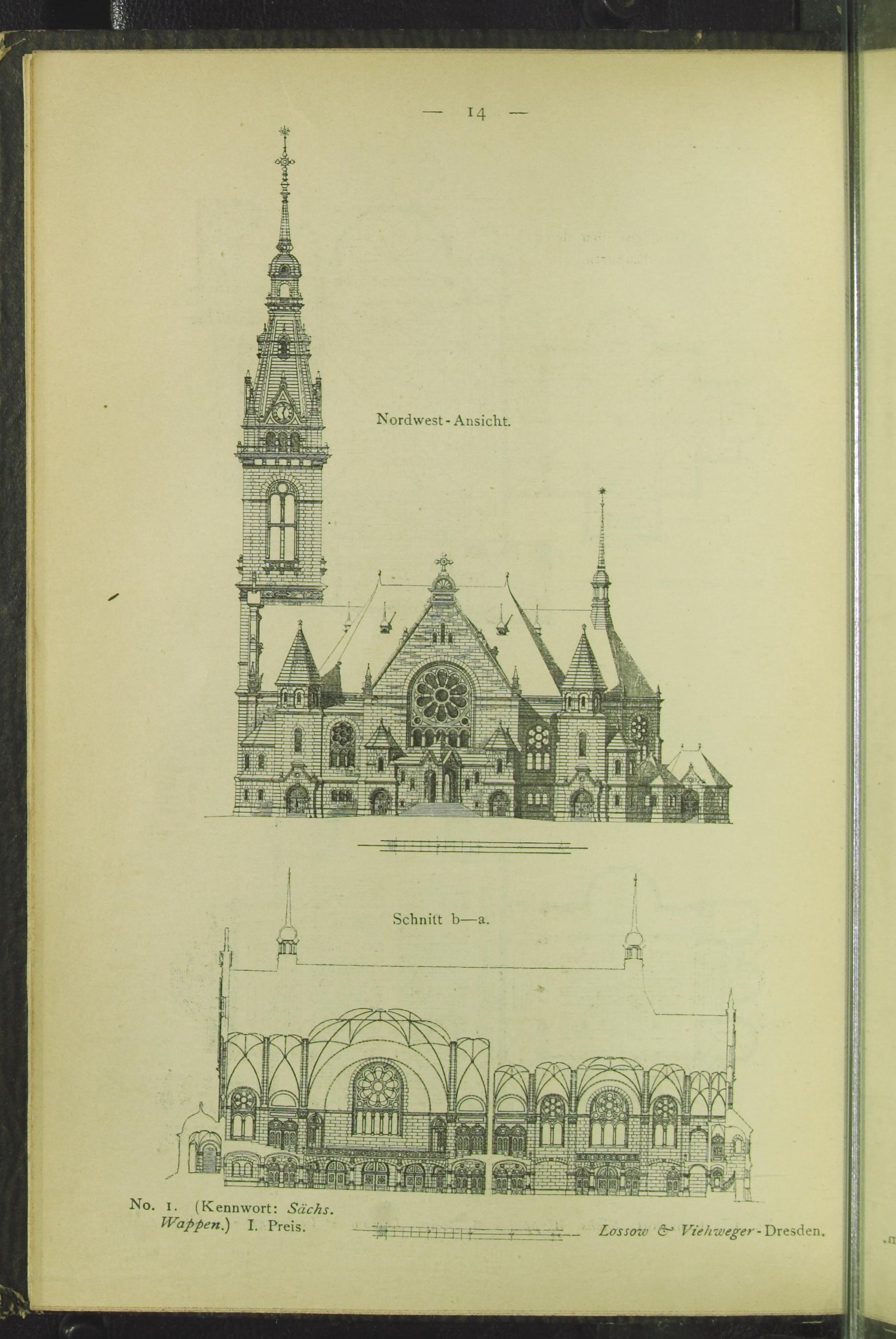
Nordwest-Ansicht Schnitt b–a
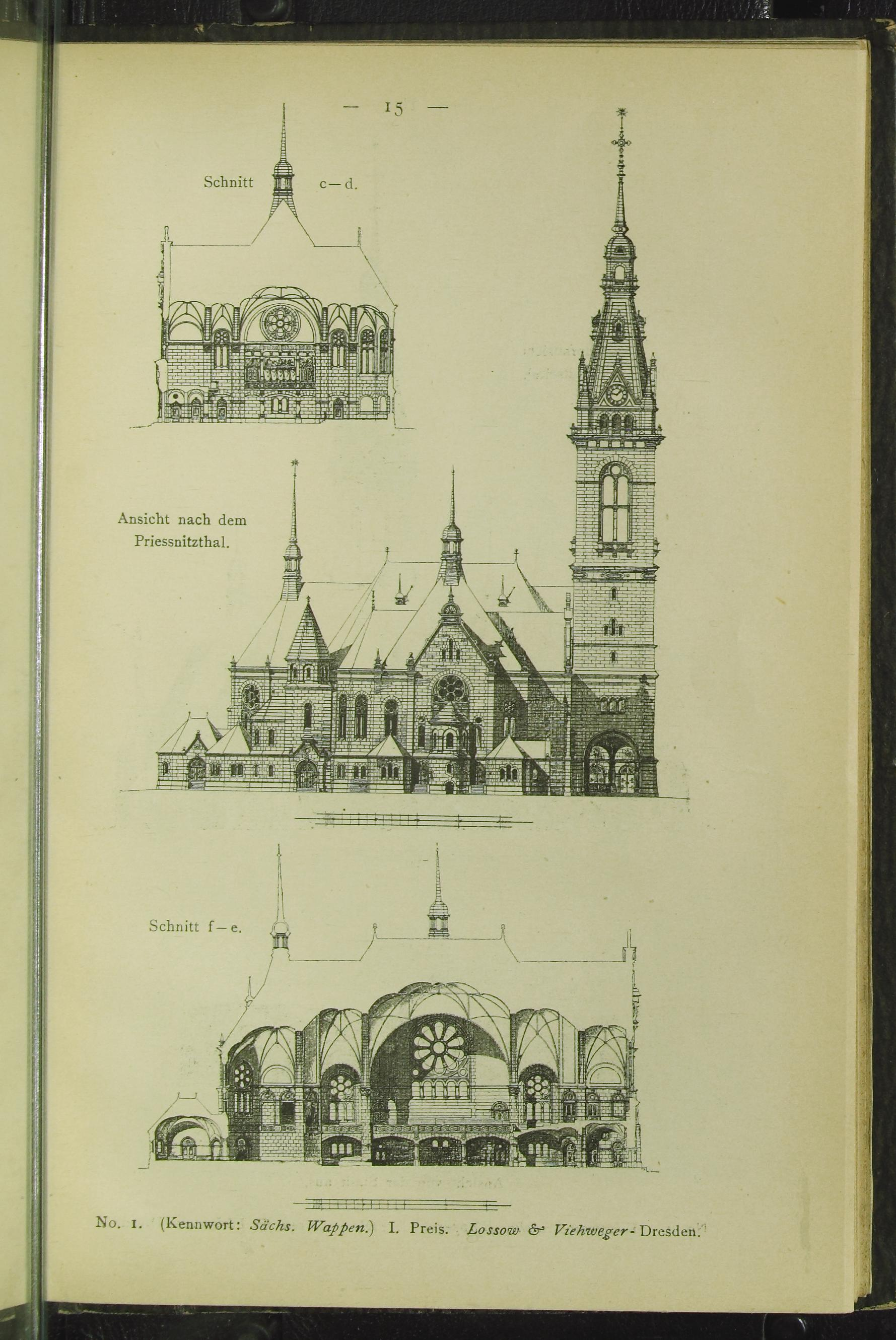
Schnitt c–d Ansicht nach dem Priessnitztal Schnitt f–e
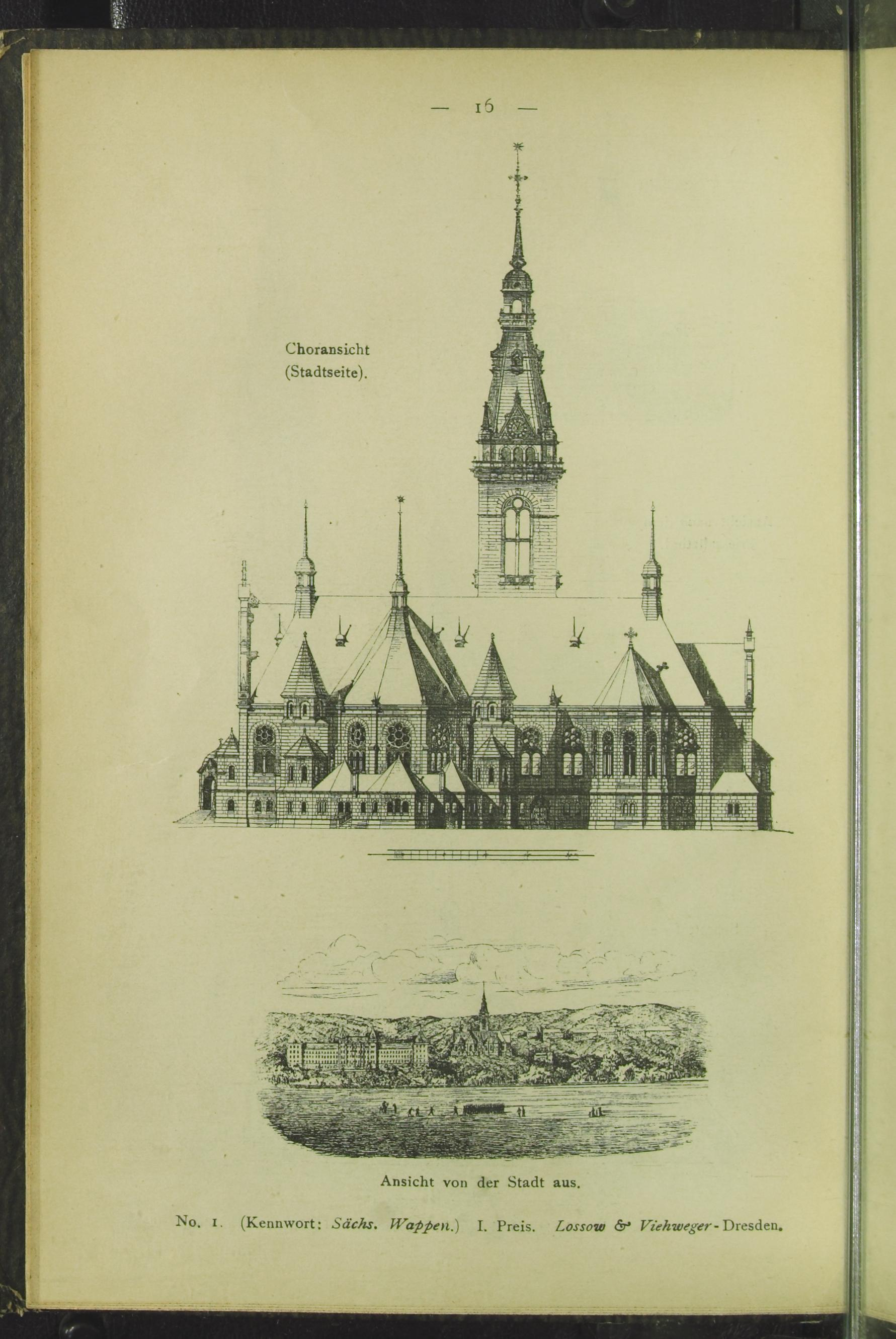
Choransicht (Stadtseite) Ansicht von der Stadt aus

## Geschichte

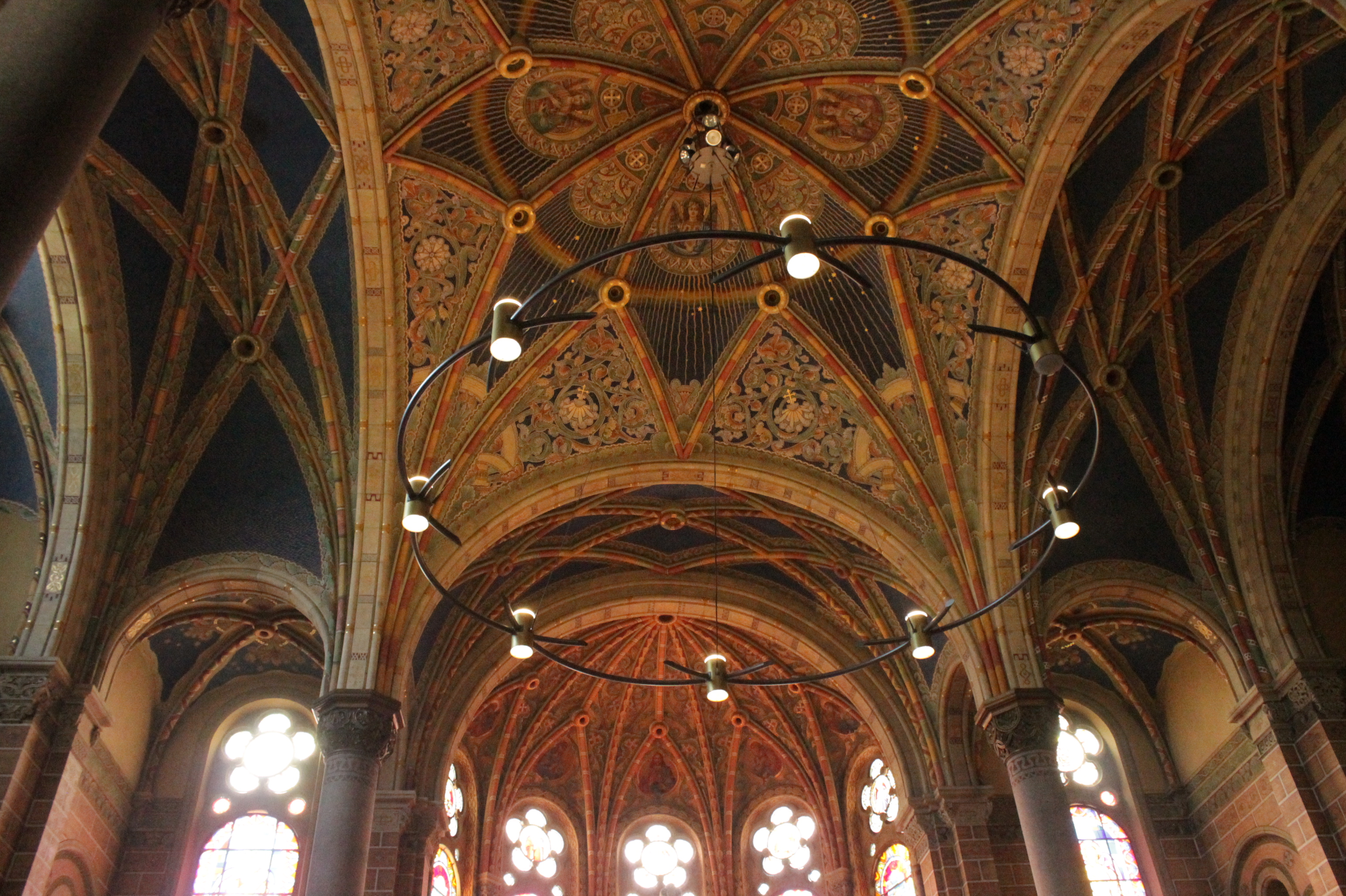
Garnisonkirche St. Martin

Nach der Deutschen Reichsgründung entstand in Dresden in der Albertstadt ein Militärkomplex für anfangs etwa 10.000, später noch etwas mehr Soldaten der Königlich Sächsischen Armee. Damit konnten die vorher verstreut liegenden und von der Stadt umbauten einzelnen Kasernen ersetzt werden. Die christliche Standortseelsorge übernahmen weiterhin die Kirchen der Stadt. Zurückgehend auf den im Augsburger Religionsfrieden niedergelegten Grundsatz „Cuius regio, eius religio“ und der Einführung der Reformation in Sachsen 1539 war Dresden fast ausschließlich evangelisch-lutherisch, sodass katholische Militärangehörige bis dahin die einzige katholische Kirche Dresdens, die Katholische Hofkirche am Schlossplatz, nutzten. Die evangelische Betreuung des Standorts übernahm die Dreikönigskirche an der Hauptstraße. Die Albertstadt wurde vornehmlich aus Reparationszahlungen Frankreichs nach dem Deutsch-Französischen Krieg finanziert, und auch die Glocken der Kirche wurden aus dem Metall erbeuteter Kanonen gegossen.
Den Wettbewerb zum Bau der Kirche gewann das Büro William Lossow und Hermann Viehweger. Für die Simultankirche wurden am 28. Oktober 1895 drei Grundsteine gelegt, jeweils einer für die beiden Kirchteile und ein dritter für den Turm als Ausdruck dafür, dass der Turm zu keinem Kirchteil gehört. Geweiht wurde die Kirche am 28. Oktober 1900. Der Bau enthält eine König Albert I. gewidmete Empore, er besuchte die Kirche jedoch nur zweimal.
Während der Luftangriffe auf die Dresdner Innenstadt am 13. und 14. Februar 1945 wurde die Kirche nicht getroffen. Die Schützenkaserne in unmittelbarer Nähe der Kirche erhielt einen schweren Treffer und wurde nicht wieder aufgebaut. Sowohl die Albertstadt als militärisches Ziel als auch die dicht bewohnte Äußere Neustadt im Umfeld der Kirche waren bei keinem Angriff auf Dresden Ziel von Bombardements.
Nach dem Krieg verlor die Kirche ihre Funktion als Garnisonkirche. Die katholische St.-Franziskus-Xaverius-Gemeinde, deren Kirche an der Hauptstraße in der Inneren Neustadt zerstört wurde, fand in der Garnisonkirche einen Ersatz. Den evangelischen Teil nutzte zunächst die Gemeinde der zerstörten St.-Pauli-Kirche, die jedoch Mitte der 1960er Jahre auf die Nutzung des für sie viel zu großen Raums verzichtete und sich Gemeinderäume im Pfarrhaus herrichtete.
In der Nachkriegszeit übernahm die Albertstadt – auch aufgrund der Zerstörungen in der Innenstadt – vor allem eine wichtige Funktion als Lager- und Archivstätte. So befanden sich in den Gebäuden der Garnison später auch zugängliche Teile von Landesinstitutionen wie der Landesbibliothek und der Kunstsammlungen. Im evangelischen Teil der Garnisonkirche befand sich die Phonothek der Bibliothek. Mit den Wiedereröffnungen der Museums- und Ausstellungsgebäude gab die Albertstadt diese Aufgaben über die Jahrzehnte wieder ab. Seit 2002 befindet sich auch die Phonothek im Hauptgebäude der neuen Sächsischen Landesbibliothek – Staats- und Universitätsbibliothek.
Mit Eröffnung der Albertstadt-Kaserne 1998, in der sich die Offizierschule des Heeres befindet, wurde der katholische Teil der Garnisonkirche auch wieder für Gottesdienste der Militärseelsorge, sowohl der katholischen als auch der evangelischen, genutzt.
Im selben Jahr wurde die seit 1990 als Bundesvermögen geführte Garnisonkirche zusammen mit dem umliegenden Grundstück an einen privaten Investor verkauft. Die Nutzungsrechte bleiben davon unberührt. Ein Teil des Gebäudes diente zwischenzeitlich als Depot der Dresdner Puppentheatersammlung. Danach wurden die Räumlichkeiten von der Sächsischen Landesbibliothek übernommen.

Blick in den ehem. evangelischen Teil (ca. 1906)
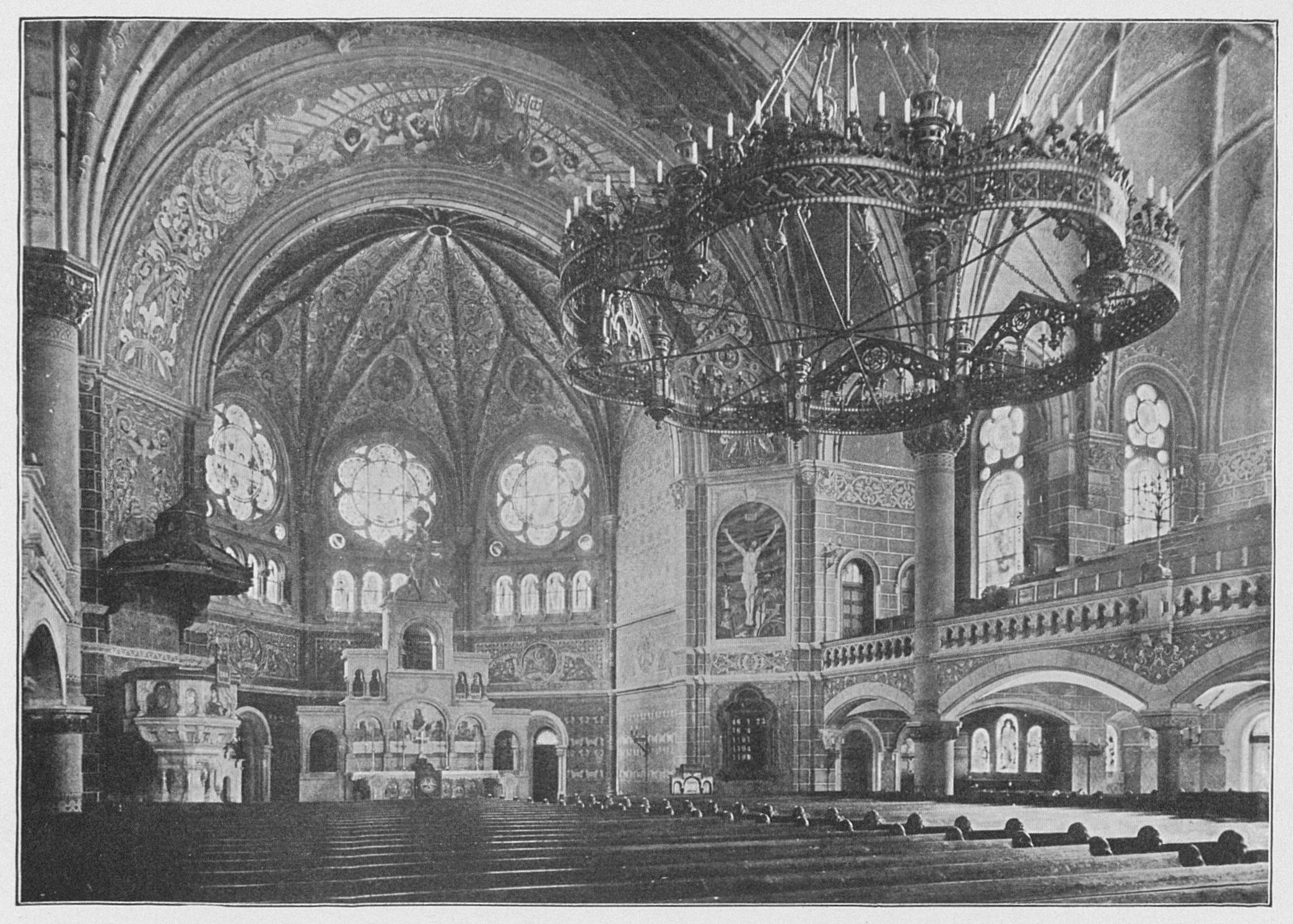
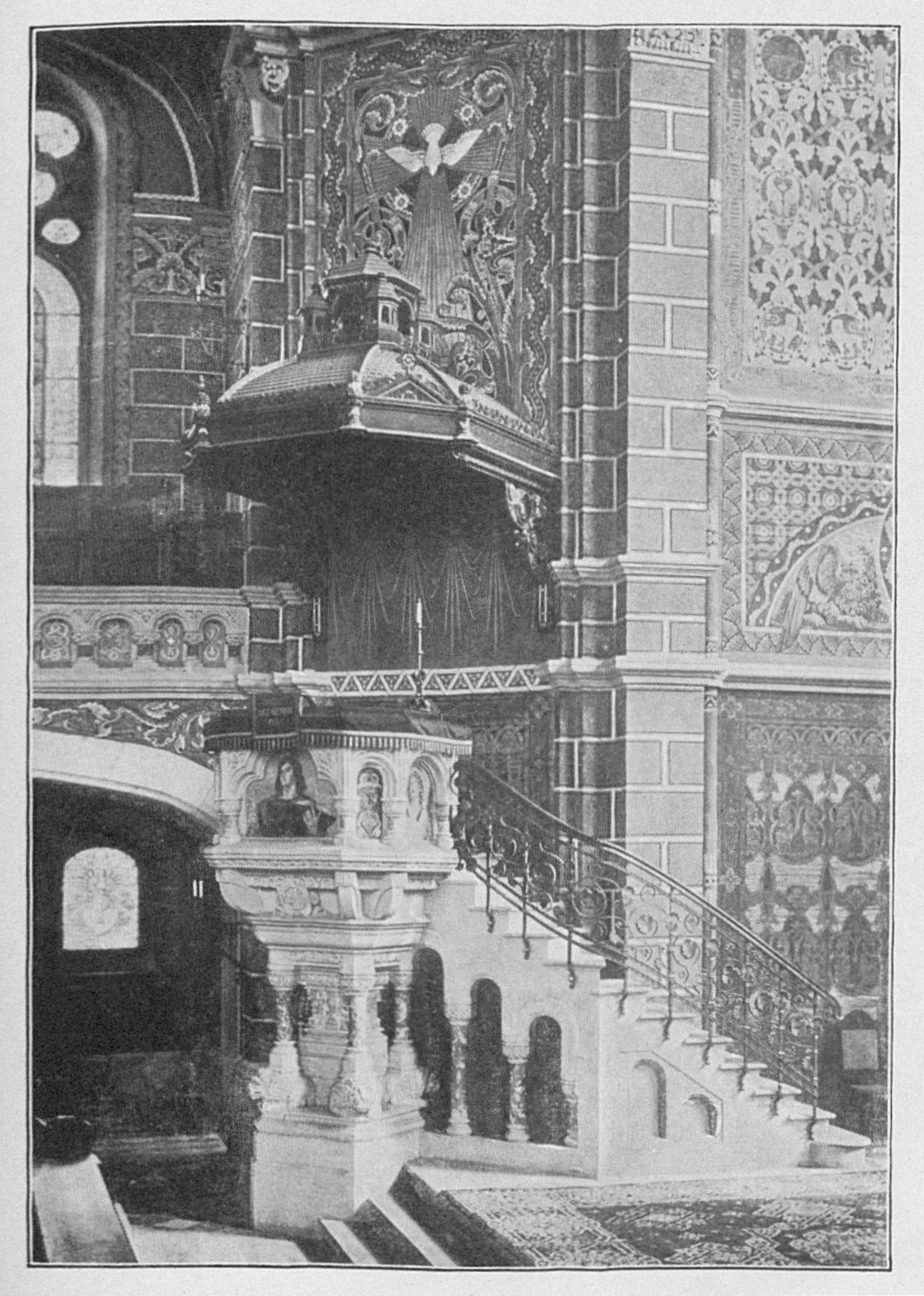
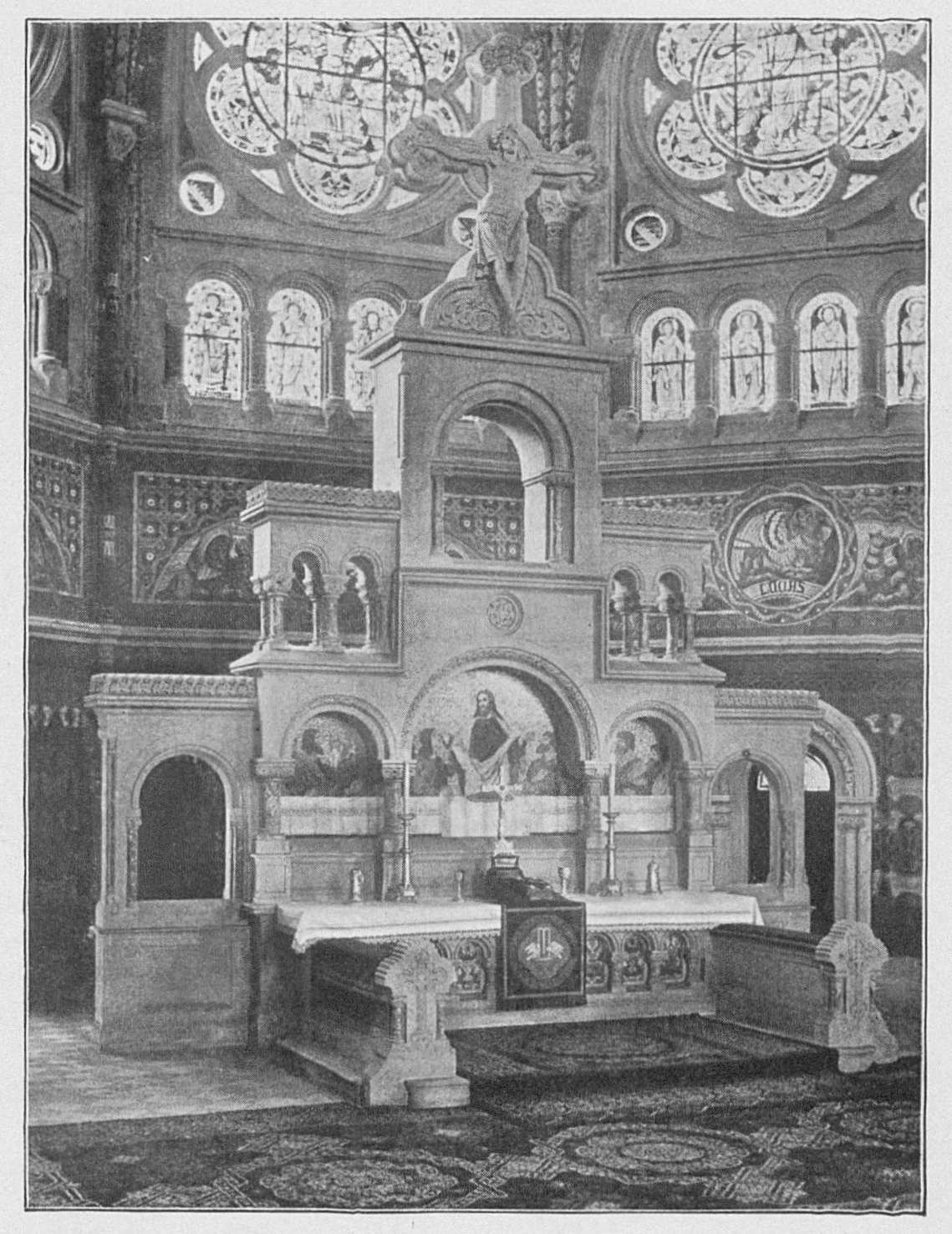
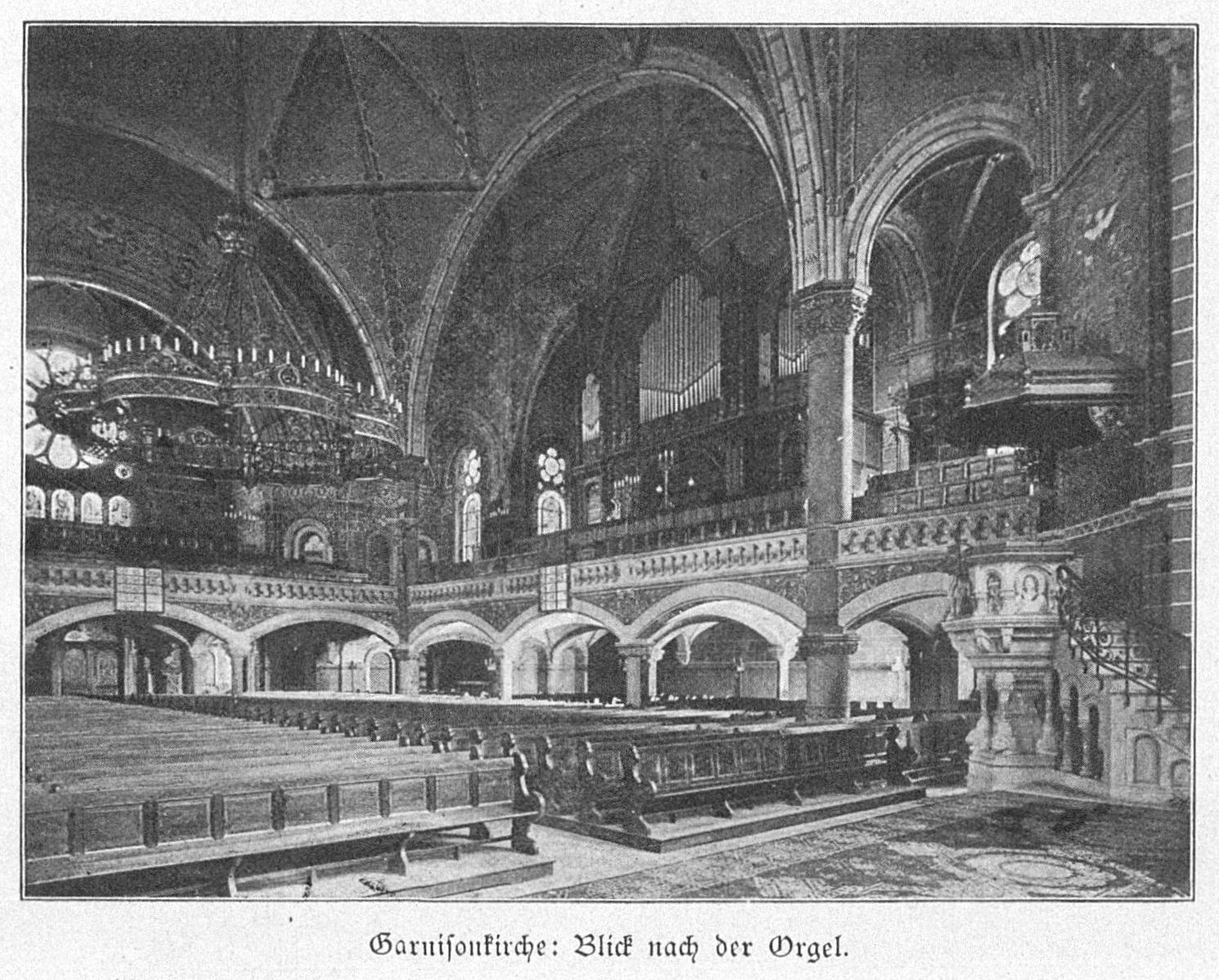

## Orgeln

### Orgel im katholischen Teil

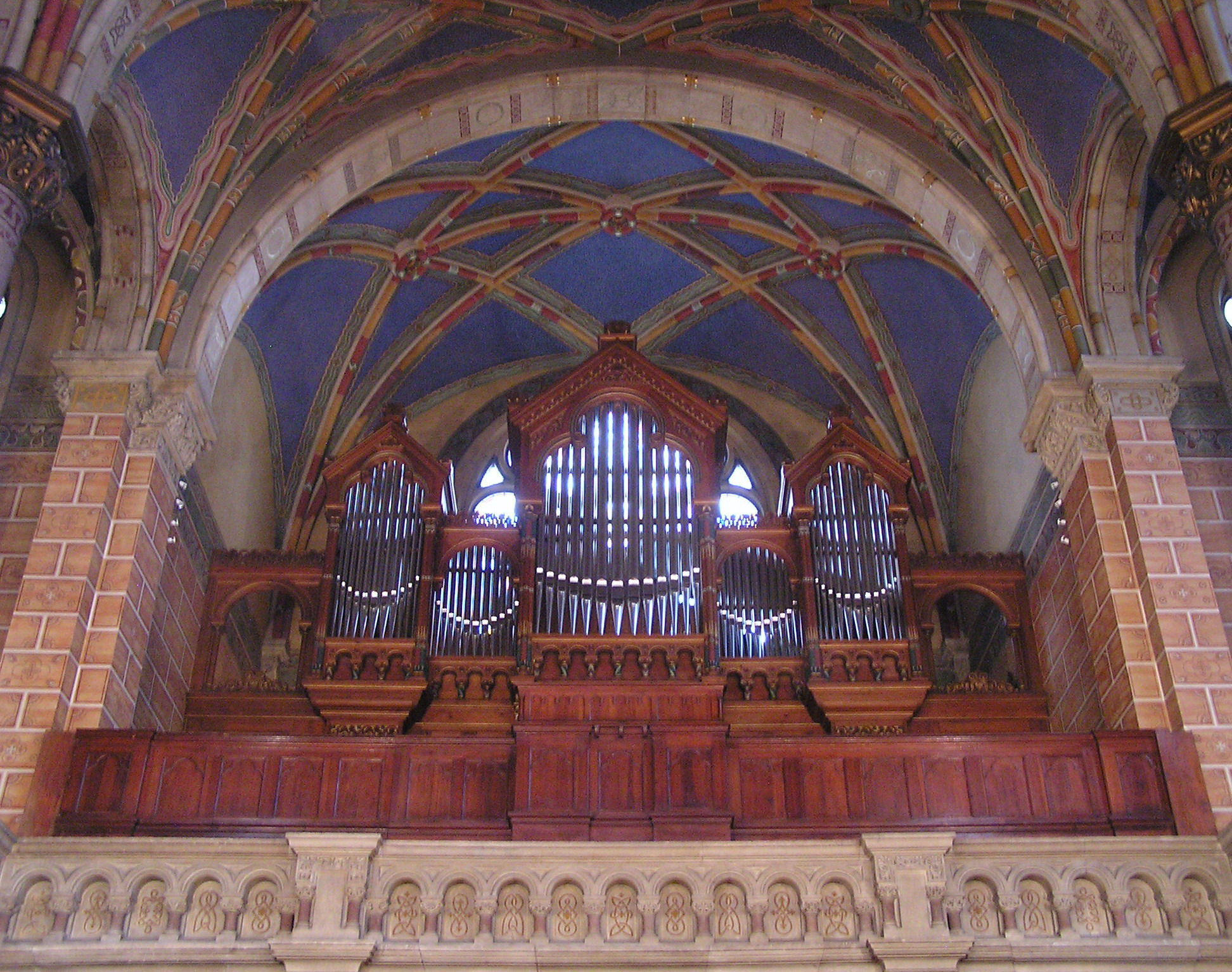
Orgel im katholischen Teil

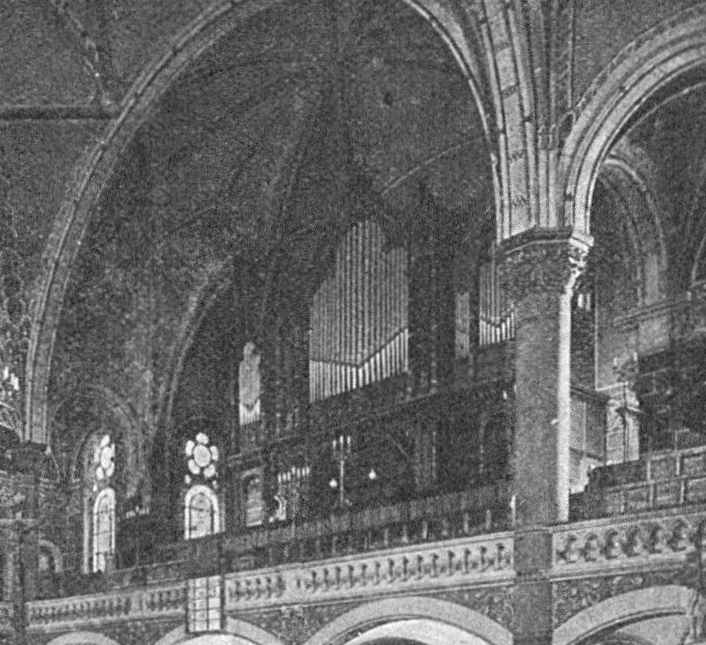
Orgel im evangelischen Teil (1906)

Die Orgel im katholischen Teil der Garnisonkirche wurde im Jahre 1900 durch die Dresdner Orgelbaufirma Gebrüder Jehmlich als Opus 158 erbaut. Sie war mit der Jehmlich-Orgel im evangelischen Teil der Garnisonkirche verbunden; beide Instrumente hatten eine gemeinsame Windanlage. 2003 bis 2004 wurde das Instrument durch die Erbauerfirma restauriert. Es hat 21 Register auf zwei Manualen und Pedal.
| I. Manual C–g3 |                |       |
| 1.             | Bordun         | 16′   |
| 2.             | Prinzipal      | 8′    |
| 3.             | Gambe          | 8′    |
| 4.             | Flöte          | 8′    |
| 5.             | Oktave         | 4′    |
| 6.             | Gemshorn       | 4′    |
| 7.             | Quinte         | 2 ⁄3′ |
| 8.             | Oktave         | 2′    |
| 9.             | Mixtur III–IV  |       |
| 10.            | Cornett III–IV |       |

| II. Manual C–g3 |                 |     |
| 11.             | Gedackt         | 16′ |
| 12.             | Geigenprinzipal | 8′  |
| 13.             | Violine         | 8′  |
| 14.             | Gedackt         | 8′  |
| 15.             | Salicet         | 4′  |
| 16.             | Rohrflöte       | 4′  |
| 17.             | Piccolo         | 2′  |

| Pedal C–d1 |           |     |
| 18.        | Violon    | 16′ |
| 19.        | Subbass   | 16′ |
| 20.        | Oktavbass | 8′  |
| 21.        | Cellobass | 8′  |

- Koppeln: II/I, I/P, II/P
- Spielhilfen: Oktav–Koppel, Feste Kombinationen (Fortissimo, Forte, Mezzoforte), Crescendowalze

### Orgel im evangelischen Teil
Die Orgel im evangelischen Teil der Garnisonskirche wurde ebenfalls im Jahr 1900 als Opus 157 durch die Gebr. Jehmlich erbaut und hatte ursprünglich 52 Register. Sie wurde später offenbar im neobarocken Sinne umgebaut; bei einer Bestandsaufnahme im Jahr 1951 wurde festgestellt, dass einige Register unbesetzt waren. Der aktuelle Zustand ist unbekannt.

## Organisten
- Paul Walde